# Vùng đô thị Milano
Vùng đô thị Milano là một vùng đô thị xung quanh thành phố Milano ở Lombardia, Ý (dân số 7,4 triệu người và diện tích 12.000 km2), đây là vùng đô thị lớn nhất ở Ý và một trong những vùng đô thị lớn nhất ở châu Âu.
Sự lan rộng không gian của khu vực đô thị này đã tăng tốc nhanh trong các thập kỷ gần đây. Sự tăng trưởng của các khu định cư xung quanh vùng lõi Milano từ những năm 1960 đã xác định mức độ và mô hình của khu vực đô thị Milano, và phạm vi liên kết kinh tế xã hội đã mở rộng vượt ra ngoài ranh giới của tỉnh Milano . Một khu vực đô thị duy nhất, lớn và ngày càng lan rộng với thành phố Milano ở trung tâm của nó định nghĩa đô thị Milan, tuy nhiên, mức độ của khu vực đô thị có thể khác nhau rất nhiều tùy thuộc vào cách xác định.
Vùng đô thị Milano là một phần của cái gọi là Chuối Xanh, khu vực của châu Âu với dân số và mật độ công nghiệp cao nhất.